# Rio Acurauá
Rio Acurauá är ett vattendrag i Brasilien. Det ligger i den västra delen av landet, 2 600 km väster om huvudstaden Brasília.
I omgivningarna runt Rio Acurauá växer i huvudsak städsegrön lövskog. Trakten runt Rio Acurauá är nära nog obefolkad, med mindre än två invånare per kvadratkilometer.